# Tot és molt confús
Tot és molt confús va ser un programa emès per Catalunya Ràdio, dirigit i presentat per Pere Mas. Es va emetre entre 2009 i 2012 de dotze a la una del migdia, i va aconseguir 82.000 oients, segons l'última medició de l'EGM.
Es tractava d'un magazín humorístic sobre l'actualitat.